# آلن گانه
آلن گانه (انگلیسی: Alan Gane؛ زادهٔ ۱۱ ژوئن ۱۹۵۰) بازیکن فوتبال اهل بریتانیا است.
از باشگاه‌هایی که در آن بازی کرده‌است می‌توان به باشگاه فوتبال سلو تاون، باشگاه فوتبال والتون اند هرشام، باشگاه فوتبال ساتون یونایتد، باشگاه فوتبال چلمزفورد سیتی، باشگاه فوتبال برنتفورد، باشگاه فوتبال وایکام واندررز، باشگاه فوتبال هرفورد یونایتد، و باشگاه فوتبال استاینز تاون اشاره کرد.
وی همچنین در تیم ملی فوتبال England Schools بازی کرده‌است.